# Presqu'île Péron

La baie Shark avec la péninsule Péron au centre.

La presqu'île Péron (en anglais : Peron Peninsula) est une vaste presqu'île australienne s'avançant au centre de la baie Shark, un golfe de l'océan Indien situé sur la côte ouest de l'Australie-Occidentale. Elle abrite les villages de Denham et Monkey Mia. Ce faisant, elle délimite la rive orientale du havre Henri Freycinet et la façade occidentale du havre Hamelin avant de se terminer par le cap Péron, son point le plus septentrional. La presqu'île a été nommée en l'honneur de François Péron, explorateur français qui participa à l'expédition vers les Terres australes de Nicolas Baudin au début du XIXe siècle.